# 中國廣告展覽有限公司
中國廣告展覽有限公司（简称中國廣告展覽），香港公司，隶属于華潤集團旗下文化地標投資，1966年成立，其主要承辦場地租用香港展覽中心、展覽及活動策劃、公關、廣告、印刷、發佈會、設計及搭建。
2011年3月21日，华润集团1.6億港元入股文化地標投資。同时，文化地標投資将以1.1億港元收购华润集团全资子公司：中國廣告展覽有限公司 100%股权。